# (38820) 2000 RB77
2000 RB77 (asteroide 38820) é um asteroide da cintura principal. Possui uma excentricidade de 0.13690430 e uma inclinação de 7.29518º.
Este asteroide foi descoberto no dia 7 de setembro de 2000 por LINEAR em Socorro.